# Giovanni Francesco Sagredo
Giovanni Francesco Sagredo (Veneza, 19 de junho de 1571 – Veneza, 5 de março de 1620) foi um matemático italiano, amigo próximo de Galileu Galilei, que sobre ele escreveu:
Sagredo adicionou uma escala ao termômetro de Galileu para permitir medições quantitativas de temperatura, e também produziu termômetros que eram mais fáceis de transportar.
Sagredo também discutiu com Galileu a possibilidade de criar um telescópio usando um espelho, e colaborou em seus estudos sobre magnetismo.
Galileu o homenageou após sua morte, tornando-o um dos protagonistas de sua obra Diálogo sobre os Dois Principais Sistemas do Mundo, discutindo as teorias astronômicas copernicanas e ptolomaicas.